# 抱川民宅誤炸事故
2025年3月6日，两架韩国空军KF-16戰鬥機在京畿道抱川市一处民宅区附近意外投下了总计8枚Mark 82炸彈，造成38人受伤，事发地点靠近一个轰炸区。此次误炸发生在韩美联合实弹軍事演習期间。

## 误炸

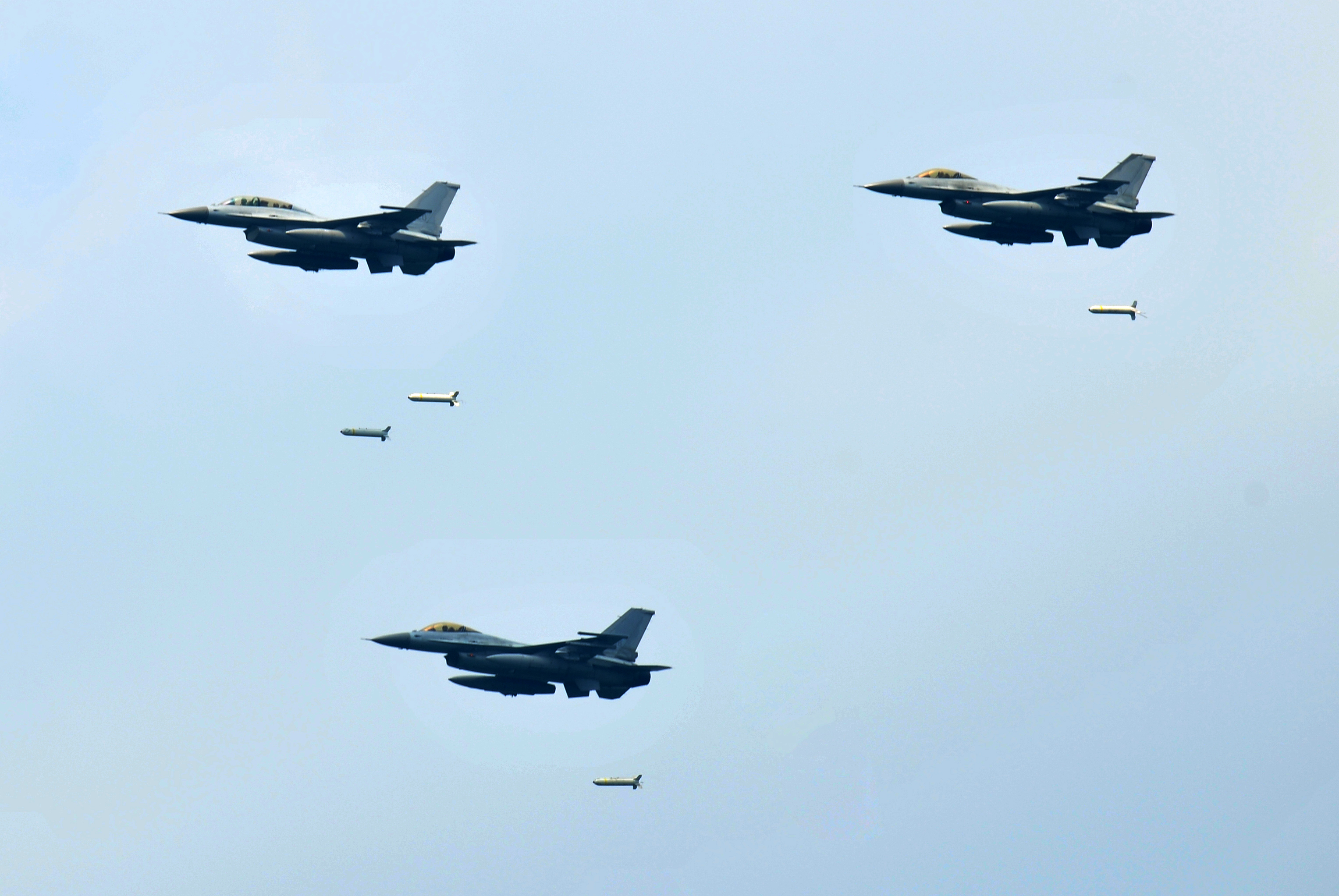
和涉事戰機相同型號的KF-16，2012年摄

此次误炸发生在当地时间10点04分。韩国军方称一名KF-16飞行员输入了错误的坐标，然后向民宅区投掷了Mark 82炸彈。随后，第二架战机也投下了炸弹；原因尚在调查中。总计投下了8枚Mark 82炸弹。
據報道，共有38人受傷，其中2人傷勢嚴重。163座建筑、一座教堂和三辆车严重受损。
這次實彈演習在承進科技訓練中心舉行，約有500名士兵和150多件軍事裝備參演，是為即將於3月10日至20日舉行的為期11天的年度“自由護盾”(Freedom Shield) 聯合軍事演習做準備。
空軍官員表示，應該有三個目標驗證步驟，即從儲存設備預先將座標加載到KF-16中、在飛行過程中以及最終目視確認目標。

## 事后
此次误炸发生后，当地居民被疏散，拆弹小组搜寻未爆炸的弹药。韩国军方称，爆炸发生后，实弹演习已暂停。韩国空军對此致歉並表示将对受害者进行赔偿。有19名平民及14名軍人受伤，其中2人伤势严重。該事件造成163棟房屋受損，其中1棟嚴重受損。有22人暫時居住在臨近的其他住宅。
3月10日，韩国空军表示，事故為飞行员错误输入轰炸目标的坐标所致。3月11日，韩国空军表示一名上校和一名中校因玩忽职守和监管不力已被解职。3月13日，韩国国防部对涉事的两名飞行员提起公诉。

## 反應
多年來，居民们一直抗議附近訓練場帶來的干擾和危險，事件發生後的第二天，居民和活動人士在韩国国防部外舉行集會，要求停止威脅居民生命的軍事演習。
朝鲜中央通讯社在其对韩国和美国于3月12日联合军事演习的批评中提到了此次误炸事件，指万一韩方误将炸弹投至朝鲜，后果将不堪设想。